# 矢野峰人
矢野 峰人（やの ほうじん、1893年3月11日 - 1988年5月21日）は、日本の詩人、英文学者。本名は矢野禾積（かづみ）。

## 経歴
出生から修学期
1893年、岡山県津山市で生まれた。久米北条郡大倭村（現・津山市西部）出身。幼時に父母と死別し、母方の祖母、叔父に育てられた。津山中学校（現・岡山県立津山中学校・高等学校）在学中、文学雑誌『文章世界』『秀才文壇』などに盛んに投稿。同級生に片岡鉄兵、中山巍、上級生に出隆らがいて親交があった。第三高等学校を経て、京都帝国大学文学部に進学。英文科で上田敏、厨川白村の教えを受けた。
英文学者として(戦前)
卒業後は、第三高等学校教授に就いた。1935年、学位論文『アーノルドの文学論』を京都帝国大学に提出して文学博士号を取得。その後、台北帝国大学教授に任じられ、台湾に渡った。大学では島田謹二（英米文学、戦後は比較文学研究で著名）と同僚となり、その後も終生交流した。
太平洋戦争後
戦後、旧・東京都立大学総長に就いた。1964年、23代東洋大学学長に就任。1967年に学長退任。1988年に死去。

## 研究内容・業績
英文学のうち英詩を専門とし、訳詩、評注を多く著した。また、自身も若い頃より創作活動を続けており、詩を書いた。詩集『幻塵集』、訳詩集『しるえつと』、自伝『去年の雪』などがある。近年、選集（全3巻、単行本未収録作品が多数入れた）が刊行された。

## 著作

### 著書
- 『黙禱 詩集』水甕社 1919
- 『詩學雑考』第一書房 1926
- 『近代英文學史』第一書房 1926
- 『片影』研究社 1931
- 『半面像』大木書房 1934
- 『近代英詩評釈』三省堂 1935
- 『アイルランド文藝復興』弘文堂 1940
- 『幻塵集』日孝山房 1940
- 『英文學主潮史』(英米文学語学講座 3) 研究社 1941
- 『近英文藝批評史』全国書房 1943
- 『影 第三詩集』日孝山房 1943
  - 再版(非売品) 大雅洞 1970
- 『アーノルド論攷』全国書房 1947
- 『曲中人物』靖文社 1948
- 『蒲原有明研究』国立書院 1948
  - 復刻 日本図書センター 1984
- 『途上 詩集』国立書院 1948
- 『思旧帖 随筆集』関書院 1948
- 『詩學入門』堀書店(教養叢書) 1949
- 『文學界と西洋文学』門書房 1951
  - 新訂版 学友社 1970
- 『ヴィクトリア朝詩歌論』(新英米文学語学講座) 研究社出版 1954、新訂版 1971
- 『去年の雪 文学的自叙伝』大雅書店 1955[7]
- 『英文学夜話』研究社出版 1955
- 『ポープ』研究社出版 1955
- 『比較文學 考察と資料』南雲堂 1956[8]、増補改訂版 1978
- 『英文学の特性』松柏社 1956、新版 1969
- 『文学史の研究』松柏社 1958
- 『新・文学概論』大明堂 1961、増補版 1976
- 『日本英文学の学統：逍遥 八雲 敏 禿木』研究社出版 1961、新版 1966
- 『鉄幹・晶子とその時代』彌生書房 1973、新版 1988
- 『世紀末英文學史－補訂近代英文學史』(全2巻) 牧神社 1978-79年
  - 『決定版 世紀末英文學史』(全1巻) 沖積舎 2007
- 『飛花落葉集：古今東西文苑散歩』北沢書店 1988
- 『猟書今昔物語』展望社 2001

### 著作集
- 『矢野峰人選集』全3巻、国書刊行会 2007

1. 『エッセイ・詩・訳詩』高遠弘美解説
2. 『比較文学・日本文学』井村君江解説
3. 『英文学 ほか』富士川義之解説

### 訳書
- 『シモンズ選集』アルス 1921
- 『志るえっと』學藝社 1933[9]
- ロオデンバッハ『墳墓』媽祖書房 1936
  - 新装版 沖積舎 1985
- オマル・カイヤーム『四行詩集：古代波斯』奥瑪開儼・表記、日孝山房 1938
  - 改題再版『ルバイヤート集成』国書刊行会 2005
- 『黒き猟人 矢野峰人譯詩集』大木書房 1943、改訂・大雅堂 1965
- 編『世界名詩選　世界詩人全集17』毎日新聞社 1961
- アアネスト・ダウスン『今やわれ心やさしきシナラの下に在りし日のわれにはあらず』人間の星社 1977

## 矢野峰人に関する資料
- 早乙女忠2005「特別寄稿 矢野禾積先生と加納秀夫先生」『メトロポリタン』50号, 東京都立大学・首都大学東京英文学会, 3-8頁.
- 島田謹二1988「台北における草創期の比較文学研究：矢野峰人先生の逝去にからむ思い出」『比較文學研究』54, 117-124頁.